# Rhamnus longipes
Rhamnus longipes är en brakvedsväxtart som beskrevs av J.A. Steyermark. Rhamnus longipes ingår i släktet getaplar, och familjen brakvedsväxter. Inga underarter finns listade i Catalogue of Life.